# Nymphon longicollum
Nymphon longicollum är en havsspindelart som beskrevs av Hoek, P.P.C. 1881. Nymphon longicollum ingår i släktet Nymphon och familjen Nymphonidae. Inga underarter finns listade i Catalogue of Life.